# Nguồn gốc tên gọi các nguyên tố hóa học
Đây là trang danh sách các nguyên tố hóa học theo nguồn gốc tên gọi. Các nguyên tố hóa học được đặt tên từ nhiều nguồn khác nhau theo một số cách khác nhau: người phát hiện ra nó, nơi nó được phát hiện ra, nguồn gốc từ các từ tiếng La Tinh hay tiếng Hy Lạp có liên quan đến một hoặc một vài yếu tố của nó, thậm chí theo ứng dụng mà nguyên tố hóa học đó được sử dụng.

## Bảng
| Số nguyên tử | Tên         | Ký hiệu | Năm phát hiện | Nguồn gốc |
| ------------ | ----------- | ------- | ------------- | --- |
| 1            | Hydrogen    | H       | 1766          | Từ tiếng Pháp "hydrogène" nghĩa là sinh ra nước, nước được tạo ra khi hydro bị đốt cháy |
| 2            | Heli        | He      | 1868          | Từ tiếng Hy Lạp "helios" nghĩa là Mặt trời bởi vì nó được phát hiện lần đầu tiên trong quang phổ Mặt Trời |
| 3            | Lithi       | Li      | 1817          | Từ tiếng Hy Lạp "lithos" nghĩa là đá |
| 4            | Beryli      | Be      | 1797          | Lần đầu tiên được khám phá ra từ khoáng vật Beryli |
| 5            | Bo          | B       | 1808          | Từ tên gọi một hợp chất của nó là Boras |
| 6            | Carbon      | C       | Thời tiền sử  | Ký hiệu bắt đầu từ tiếng Latin "carbo" nghĩa là than |
| 7            | Nitrogen    | N       | 1772          | Từ tiếng Pháp "Nitrogène" nghĩa là chất sinh ra nitrat, chẳng hạn như natri nitrat hoặc kali nitrat |
| 8            | Oxygen      | O       | 1771          | Từ tiếng Pháp "oxygène" nghĩa là "sinh ra axit", Oxy là một hợp phần của axit |
| 9            | Flo         | F       | 1886          | Từ tiếng Latin "fluo" nghĩa là "chảy" xỉ lò quặng, một hợp chất phức tạp của Flo thường được dùng làm chất trợ dung |
| 10           | Neon        | Ne      | 1898          | Từ tiếng Hy Lạp "neos" nghĩa là "mới" |
| 11           | Natri       | Na      | 1807          | Theo tiếng Ả Rập, "Natrum" nghĩa là muối tự nhiên |
| 12           | Magie       | Mg      | 1808          | Từ tên "Magnesia lithos" nghĩa là đá manhe, Đó là một khoáng vật màu trắng, lần đầu tiên tìm thấy ở vùng Macnhedia thời cổ Hy Lạp |
| 13           | Nhôm        | Al      | 1825          | Từ tiếng Latin "alumen", "aluminis" nghĩa là sinh ra phèn |
| 14           | Silic       | Si      | 1824          | Từ tiếng Latin "Silics" nghĩa là "cát" |
| 15           | Phốt Pho    | P       | 1669          | Từ tiếng Hy Lạp "phosphoros" nghĩa là "chất mang ánh sáng" |
| 16           | Lưu huỳnh   | S       | Thời tiền sử  | Ký hiệu xuất xứ từ tiếng Latin "sulfur" |
| 17           | Clo         | Cl      | 1774          | Từ tiếng Hy Lạp "chloros" nghĩa là xanh lá cây sáng, Clo ở thể khí có màu vàng lục |
| 18           | Argon       | Ar      | 1894          | Từ tiếng Hy Lạp "argon" nghĩa là "lười biếng" hoặc "không hoạt động" |
| 19           | Kali        | K       | 1807          | Từ tiếng Ả Rập "alcali" nghĩa là tro của cây cỏ |
| 20           | Calci       | Ca      | 1808          | Từ tiếng Latin "Calcis" nghĩa là vôi hoặc calci oxit |
| 21           | Scandi      | Sc      | 1879          | Tên gọi để kỉ niệm bán đảo Scanđina thuộc Bắc Âu |
| 22           | Titan       | Ti      | 1791          | Để kỉ niệm các vị thần khổng lồ trong thần thoại Hy Lạp |
| 23           | Vanadi      | V       | 1801          | Để ngưỡng mộ tình yêu và sắc đẹp của một vị thần ở Scanđinavi cổ xưa tên là Vanadis |
| 24           | Crom        | Cr      | 1797          | Từ tiếng Hy Lạp "chroma" nghĩa là hoa, Nó được dùng làm chất màu |
| 25           | Mangan      | Mn      | 1774          | Từ tiếng Italia "Manganese" một biến dạng của tiếng Latin "Magnesius" tức là Magnesi |
| 26           | Sắt         | Fe      | Thời tiền sử  | Từ tên gọi cổ xưa của sắt là "Ferrum" |
| 27           | Coban       | Co      | 1737          | Từ tiếng Đức "kobold" tên gọi một vị thần cản trở việc luyện sắt |
| 28           | Niken       | Ni      | 1751          | Từ tiếng Đức "Kupfernickel" nghĩa là loại "đồng ma quái" |
| 29           | Đồng        | Cu      | Thời tiền sử  | Từ tiếng Latin "Cuprum" hoặc "Cuprus" - tên gọi của đảo Síp, nơi cung cấp đồng cho nhân dân cổ xưa |
| 30           | Kẽm         | Zn      | Thế kỷ XVII   | Tên gọi từ tiếng Đức "Zink" |
| 31           | Gali        | Ga      | 1875          | Tên gọi để kỷ niệm nước Pháp, do chữ "Gallia" là tên gọi cổ xưa của nước Pháp |
| 32           | Germani     | Ge      | 1886          | Tên gọi để kỷ niệm nước Đức (Germanie) |
| 33           | Asen        | As      | Thời trung cổ | Từ tiếng Hy Lạp "asesenikon" nghĩa là "màu sáng", Người Hy Lạp thời xưa đã dùng các hợp chất của asen làm chất màu (asentrisunfua) |
| 34           | Seleni      | Se      | 1818          | "Selene" theo tiếng Hy Lạp nghĩa là "Mặt Trăng", vì nó giống Telu, còn Telu là tên gọi để kỉ niệm Trái Đất |
| 35           | Brom        | Br      | 1825          | Từ tiếng Hy Lạp "Bromos" nghĩa là "mùi hôi" |
| 36           | Krypton     | Kr      | 1898          | Từ tiếng Hy Lạp "krystos" nghĩa là "ẩn náu" |
| 37           | Rubidi      | Rb      | 1861          | Theo tiếng Latin "Rubidus" nghĩa là "đỏ", Nguyên tố này được phát minh bởi kính quang phổ và trong quang phổ của nó có những vạch màu đỏ |
| 38           | Stronti     | Sr      | 1808          | Từ tên gọi của khoáng vật Strontianit, Strontian là tên một địa phương ở Scot |
| 39           | Ytri        | Y       | 1794          | Đặt tên theo Ytterby, một làng ở Thụy Điển gần Vaxholm |
| 40           | Ziriconi    | Zr      | 1789          | Tên gọi từ khoáng vật Zieckon từ đó lần đầu tiên phát hiện ra nó |
| 41           | Niobi       | Nb      | 1801          | Tên gọi để kỉ niệm Niobi, con gái của Tantan, trong truyện thần thoại Hy Lạp |
| 42           | Molipden    | Mo      | 1781          | Từ tiếng Hy Lạp "molybdos" nghĩa là "chì" (molipden được phát hiện lần đầu tiên từ quặng chì) trước kia người ta cho đó là quặng chì |
| 43           | Tecneti     | Tc      | 1937          | Từ tiếng Hy Lạp "technetos" có nghĩa là "nhân tạo", Nó là nguyên tố đầu tiên thu được bằng con đường nhân tạo |
| 44           | Ruteni      | Ru      | 1844          | Tên gọi để kỉ niệm nước Nga, theo tiếng Latin "Ruthenia" nghĩa là nước Nga |
| 45           | Rhodi       | Rh      | 1803          | Từ tiếng Hy Lạp "Rhodon" nghĩa là "hồng", Một số muối của nó có màu hồng |
| 46           | Paladi      | Pd      | 1803          | Tên gọi để kỉ niệm hành tinh nhỏ Pallas phát hiện năm 1801 |
| 47           | Bạc         | Ag      | Thời tiền sử  | Ký hiệu bắt nguồn từ tên gọi cổ xưa của bạc là "argentium" có nghĩa là "sáng bóng" |
| 48           | Cadmi       | Cd      | 1817          | Tên gọi của một loại quặng bằng tiếng Latin cổ, nó được khám phá ra lần đầu tiên từ quặng này |
| 49           | Indi        | In      | 1863          | Từ tiếng Latin "Indicum" vì nó được phát hiện bằng quang phổ, Quang phổ của nó có màu chàm (indi) |
| 50           | Thiếc       | Sn      | Thời tiền sử  | Ký hiệu bắt nguồn từ tên gọi cổ xưa của thiếc là "Stannum" có nghĩa là "dễ nóng chảy" |
| 51           | Antimon     | Sb      | Thời trung cổ | Ký hiệu bắt nguồn từ tiếng Latin cổ "Stibium" tức chất rắn |
| 52           | Telu        | Te      | 1783          | Từ tiếng Latin "telluris" nghĩa là Quả Đất |
| 53           | Iod         | I       | 1811          | Từ tiếng Latin "Iodes" nghĩa là tím |
| 54           | Xenon       | Xe      | 1895          | Từ tiếng Hy Lạp "xenos" nghĩa là "lạ", "không quen biết" |
| 55           | Caesi       | Cs      | 1860          | Từ tiếng Latin "Caesies" nghĩa là "xanh da trời", Caesi và Rubidi là những nguyên tố đầu tiên được Rôbớc Bunzen và Cruttap Kiếcxốp phát minh bằng các vạch quang phổ của chúng, Caesi được nhận biết bằng các vạch màu xanh da trời trong phổ của nó |
| 56           | Bari        | Ba      | 1808          | Từ tên gọi của quặng barit hoặc là xỉ quặng có chứa Bari, theo tiếng Hy Lạp, "barys" nghĩa là "nặng" |
| 57           | Lanthan     | La      | 1839          | Từ tiếng Hy Lạp "lanthanein" nghĩa là nằm ẩn náu |
| 58           | Xeri        | Ce      | 1803          | Tên gọi để kỉ niệm hành tinh nhỏ là "Ceres" được khám phá năm 1801 |
| 59           | Praseodymi  | Pr      | 1885          | Từ tiếng Hy Lạp "prasios" nghĩa là "xanh lá cây" và "didymos" nghĩa là "sinh đôi", Những muối của nó có màu xanh lá cây và dễ bị nhầm lẫn với các muối của Neodim                                                                                    |
| 60           | Neodim      | Nd      | 1885          | Từ tiếng Hy Lạp "neos" nghĩa là "mới" và "didymos" nghĩa là "sinh đôi", neodim và prazeodim đã phân lập được từ một chất có tên gọi là "diodim" và được xem là một nguyên tố giống như Lanthan                                                       |
| 61           | Prometi     | Pm      | 1945          | Tên gọi để kỉ niệm thần Prometi, vị thần Hy Lạp đã đánh cắp lửa của trời để tặng loài người |
| 62           | Samari      | Sm      | 1879          | Phát hiện lần đầu tiên từ quặng Samackit, Tên gọi của quặng này lấy từ tên của một kĩ sư mỏ người Nga là Samacxoki |
| 63           | Europi      | Eu      | 1901          | Xuất xứ từ châu Âu (Eurpie) |
| 64           | Gadolini    | Gd      | 1986          | Tên gọi của nhà hóa học người Phần Lan là Iogana Gagolina đã nghiên cứu các đất hiếm |
| 65           | Tecbi       | Tb      | 1843          | Đặt tên để kỷ niệm vùng Ytterby, Thụy Điển |
| 66           | Dysprosi    | Dy      | 1886          | Từ tiếng Hy Lạp "dysprositos" nghĩa là "ít ỏi, thiếu" |
| 67           | Honmi       | Ho      | 1897          | Từ chữ "Holmia" tên gọi Latinh của thủ đô Thụy Điển là Stockholm |
| 68           | Erbi        | Er      | 1843          | Tên gọi để kỷ niệm một nơi thuộc vùng Ytterby ở Thụy Điển, nơi đã phát hiện ra nhiều quặng đất hiếm |
| 69           | Tuli        | Tm      | 1879          | Từ chữ "thule" tên gọi cổ xưa của miền Bắc bán đảo Scanđinavi |
| 70           | Ytecbi      | Yb      | 1878          | Để kỉ niệm vùng Ytterby, tên một địa phương của Thụy Điển, là nơi đã phát hiện ra nhiều quặng Đất hiếm |
| 71           | Luteti      | Lu      | 1907          | Từ chữ "Luteria", tên gọi cổ xưa của Paris |
| 72           | Hafni       | Hf      | 1923          | Từ chữ "Hafnia" - tên gọi của thủ đô Đan Mạch (Copenhagen) theo tiếng Latin |
| 73           | Tantan      | Ta      | 1802          | Tên gọi từ thần thoại Hy Lạp, Tantan là con trai của Giepxa, cha của Niobay, bị hành hình bằng cách phải quỳ dưới nước, Khi Tantan khát, muốn uống nước không được vì mức nước lại bị giảm đi                                                        |
| 74           | Wolfram     | W       | 1783          | Từ khoáng vật wolframit |
| 75           | Rheni       | Re      | 1925          | Tên gọi để kỉ niệm sông Ranh ở châu Âu, theo tiếng Latin là Rhenus |
| 76           | Osmi        | Os      | 1804          | Từ tiếng Hy Lạp "osme" nghĩa là "có mùi" |
| 77           | Iridi       | Ir      | 1804          | Từ tiếng Hy Lạp "iridis" nghĩa là cầu vồng bởi vì một số dung dịch của nó có sắc cầu vồng |
| 78           | Platin      | Pt      | Thế kỉ XVI    | Từ tiếng Tây Ban Nha, "platina" nghĩa là "bạc" |
| 79           | Vàng        | Au      | Thời tiền sử  | Ký hiệu lấy từ tên gọi cổ xưa của vàng là "Autrum" |
| 80           | Thủy ngân   | Hg      | Thời tiền sử  | Tên gọi "hydrargyrum" nghĩa là "nước bạc" xuất xứ từ tiếng Hy Lạp, "Hydos" nghĩa là "nước" và "arguros" nghĩa là "bạc" |
| 81           | Tali        | Tl      | 1861          | Tiếng Hy Lạp "Thallos" nghĩa là "chơi trội", có tên gọi này là do trong phổ của nó có một vạch xanh lá cây rõ |
| 82           | Chì         | Pb      | Thời tiền sử  | Ký hiệu bắt nguồn từ tên gọi bằng tiếng Latin của chì là "plumbum" |
| 83           | Bismut      | Bi      | 1753          | Bismuth (tiếng Latinh bisemutum từ tiếng Đức Wismuth, có lẽ là từ weiße Masse, "khối màu trắng") |
| 84           | Poloni      | Po      | 1898          | Do vợ chồng Curie phát minh ra và lấy tên của quê hương bà Marie Curie ở Ba Lan (Polone) làm kỉ niệm |
| 85           | Astatin     | At      | 1940          | Từ tiếng Hy Lạp "astatos" nghĩa là không bền vững |
| 86           | Radon       | Rn      | 1900          | Tên gọi được xuất xứ từ nguyên tố Radi, thêm vĩ ngữ "-on" để chỉ tất cả các khí trơ (trừ Heli) Radon là sản phẩm phân rã của Radi và bản thân Radon cũng là chất phóng xạ                                                                            |
| 87           | Franci      | Fr      | 1939          | Tên gọi để kỷ niệm nước Pháp |
| 88           | Radi        | Ra      | 1898          | Từ tiếng Latin "radius" nghĩa là "tia", Radi phát ra các tia phóng xạ |
| 89           | Actini      | Ac      | 1899          | Từ tiếng Hy Lạp "aktis" nghĩa là "tia" do nguyên tố này phát ra tia phóng xạ |
| 90           | Thori       | Th      | 1828          | Lần đầu tiên phát hiện từ quặng Toris |
| 91           | Protactini  | Pa      | 1917          | Tiếp đầu ngữ "proto" nghĩa là "thứ nhất", tức là "Actini thứ nhất", Khi bị phân rã, Protactini chuyển thành Actini |
| 92           | Urani       | U       | 1789          | Theo tiếng Hy Lạp "uranos" nghĩa là "trời", đặt tên để kỉ niệm Sao Thiên Vương "Uran" phát hiện năm 1782 |
| 93           | Neptuni     | Np      | 1940          | Từ tên gọi của Sao Hải Vương (Neptum) |
| 94           | Pluton      | Pu      | 1940          | Từ tên gọi của Sao Diêm Vương (Pluton) |
| 95           | Americi     | Am      | 1944          | Tên gọi để kỷ niệm America (Mỹ) là nơi đã khám phá ra (bằng con đường nhân tạo) lần đầu tiên |
| 96           | Curi        | Cm      | 1944          | Đặt tên để kỷ niệm hai vợ chồng nhà bác học Marie và Pierre Curie |
| 97           | Berkeli     | Bk      | 1949          | Từ tên gọi của Đại học California-Berkeley, bang California, Mỹ - kỷ niệm nơi đã tổng hợp ra nó lần đầu tiên |
| 98           | Californi   | Cf      | 1950          | Tên gọi của bang California (Mỹ) là nơi có trường đại học tổng hợp đã chế tạo ra nguyên tố này lần đầu tiên |
| 99           | Einsteini   | Es      | 1952          | Tên gọi để kỷ niệm Albert Einstein, nhà vật lý học vĩ đại |
| 100          | Fermi       | Fm      | 1953          | Tên gọi để kỷ niệm Enriko Fecmi, nhà vật lý học vĩ đại |
| 101          | Mendelevi   | Md      | 1955          | Tên gọi để kỉ niệm Dmitri Ivanovich Mendeleev - Nhà hóa học vĩ đại người Nga |
| 102          | Nobeli      | No      | 1966          | Theo tên nhà hóa học người Thụy Điển - Alfred Nobel |
| 103          | Lawrenci    | Lr      | 1961          | Theo tên nhà vật lý Ernest Lawrence. |
| 104          | Rutherfordi | Rf      | 1964          | Theo tên nhà vật lý New Zealand - Ernest Rutherford |
| 105          | Dubni       | Db      | 1968          | Theo tên thị trấn Dubna, Nga |
| 106          | Seaborgi    | Sg      | 1974          | Theo tên nhà hóa học Hoa Kỳ - Glenn T. Seaborg |
| 107          | Bohri       | Bh      | 1981          | Theo tên nhà vật lý Đan Mạch - Niels Bohr |
| 108          | Hassi       | Hs      | 1984          | Theo tên tiếng Latin tiểu bang Hessen, Đức |
| 109          | Meitneri    | Mt      | 1982          | Theo tên nhà vật lý Úc - Lise Meitner |
| 110          | Darmstadti  | Ds      | 1994          | Theo tên thành phố gần nơi phát hiện ra nó - Darmstadt |
| 111          | Roentgeni   | Rg      | 1994          | Theo tên của nhà vật lý Đức - Wilhelm Conrad Röntgen |
| 112          | Copernixi   | Cn      | 1996          | Theo tên nhà khoa học Nicolaus Copernicus |
| 113          | Nihoni      | Nh      | 2012          | Tên gọi Nhật Bản trong tiếng Nhật (vì nguyên tố này do người Nhật tìm ra) |
| 114          | Flerovi     | Fl      | 1998          | Theo tên nhà vật lý Liên Xô - Georgy Nikolayevich Flyorov |
| 115          | Moscovi     | Mc      | 2003          | Theo tên tỉnh Moskva, Nga. |
| 116          | Livermori   | Lv      | 2000          | Theo tên phòng thí nghiệm Tự nhiên Lawrence Livermore, thành phố Livermore, California, Hoa Kỳ |
| 117          | Tennessine  | Ts      | 2010          | Theo tên tiểu bang Tennessee, Hoa Kỳ. |
| 118          | Oganesson   | Og      | 2006          | Theo tên nhà vật lý hạt nhân người Nga Yuri Tsolakovich Oganessian. |